# Ectoedemia haraldi
Ectoedemia haraldi is een vlinder uit de familie dwergmineermotten (Nepticulidae). De wetenschappelijke naam is voor het eerst geldig gepubliceerd in 1942 door Soffner.
De soort komt voor in Europa.